# Mark McShane
Pour les articles homonymes, voir McShane.
Œuvres principales
- Le Rideau de brume (1961)

Mark McShane, né le 28 novembre 1929 à Sydney en Australie et mort le 28 août 2013 à Majorque en Espagne, est un écrivain britannique de roman policier, qui a également publié sous le pseudonyme de Marc Lovell.

## Biographie
Né en Australie de parents d'origine tzigane, il fait toutes ses études, entre 1935 et 1945, à Blackpool dans le Lancashire en Angleterre.  Il parcourt ensuite les cinq continents avant de s'installer à Majorque et d'amorcer une carrière d'écrivain. Ses romans policiers touchent à plusieurs sous-genre dans un souci de ne jamais réécrire le même livre : le suspense pour Une vague de délire (The Crimson Madness of Little Doom, 1966), le roman policier humoristique pour À quoi sert de courir ? (Ill Met by a Fish Shop on George Street, 1968), le roman d'enquête psychologique dans des cadres très différents pour les trois opus de la série de l'inspecteur Norman Pink.
McShane est toutefois mieux connu pour ses romans où il mêle de façon très singulière enquête policière, humour noir, faits étranges et parapsychologie, notamment dans Le Rideau de brume (Séance on a Wet Afternoon, 1961), son œuvre la plus célèbre, portée à l'écran, en 1964, sous le même titre par Bryan Forbes, avec dans le rôle de Myra Savage, la médium escroc, Kim Stanley, nommée pour ce rôle à l'Oscar de la meilleure actrice en 1965.
Entre 1968 et 1980, McShane publie également, sous le pseudonyme de Marc Lovell, plusieurs romans policiers qui amalgament fantastique et parapsychologie, dont Enquête au pays des morts (Hand Over Mind, 1979).  Puis, ce même pseudonyme est employé pour une série de romans d'espionnage parodiques, dont plusieurs ont pour héros l'espion Appleton Porter, surnommé Apple, incarné à l'écran par Donald Sutherland dans The Trouble with Spies (en) (1987) de Burt Kennedy.
Son dernier roman paru, The Fourth Nail (2002), est une saga sur une famille rom.

## Œuvre

### Romans

#### SérieMyra Savage
- Séance on a Wet Afternoon (1961) Publié en français sous le titre Le Rideau de brume, Paris, Gallimard, coll. Panique no 2, 1963 ; réédition, Paris, Gallimard, Série noire no 1067, 1966
- Séance for Two (1972) Publié en français sous le titre Fluides, Paris, Gallimard, Série noire no 1619, 1973

#### SérieInspecteur Norman Pink
- The Girl Nobody Knows (1965) Publié en français sous le titre L'Inconnue, Paris, Gallimard, Série noire no 1078, 1966 ; réédition, Paris, Gallimard, Carré noir no 363, 1980
- Night's Evil (1966) Publié en français sous le titre Finie la foire !, Paris, Librairie des Champs-Élysées, Le Masque no 1064, 1969
- The Way to Nowhere (1967) Publié en français sous le titre On a perdu le serrurier, Paris, Librairie des Champs-Élysées, Le Masque no 1043, 1968

#### Autres romans
- The Straight and the Crooked (1960) Publié en français sous le titre Au royaume des borgnes, Paris, Gallimard, Série noire no 982, 1965
- The Passing of Evil (1961) Publié en français sous le titre La Teigne, Paris, Gallimard, coll. Panique no 17, 1963 ; réédition dans la même traduction sous le titre La Reine des garces, Paris, Gallimard, coll. Panique 2e série no 1, 1963 ; réédition sous le titre La Teigne, Paris, Gallimard, Série noire no 1641, 1973
- Untimely Ripped (1965) Publié en français sous le titre Les Écorchés, Paris, Gallimard, coll. Panique no 8, 1963 ; réédition, Paris, Gallimard, Série noire no 1665, 1974
- The Crimson Madness of Little Doom (1966) Publié en français sous le titre Une vague de délire, Paris, Gallimard, Série noire no 1144, 1967
- Ill Met by a Fish Shop on George Street (1968) Publié en français sous le titre À quoi sert de courir ?, Paris, Librairie des Champs-Élysées, Le Masque no 1091, 1969
- The Singular Case of Multiple Dead (1969) Publié en français sous le titre Les Multiples Occis, Paris, Gallimard, Série noire no 1363, 1970
- The Man Who Left Well Enough (1971)
- The Othello Complex (1974) Publié en français sous le titre Mon mari est une sorcière, Paris, Gallimard, Super noire no 5, 1974
- The Headless Snowman (1974) Publié en français sous le titre Les Flocons de sang, Paris, Gallimard, Super noire no 40, 1976
- Lashed but not Leashed (1976) Publié en français sous le titre Qui commande ici ?, Paris, Librairie des Champs-Élysées, Le Masque no 1598, 1979
- Lifetime (1977)
- The Hostage Game (1979)
- The Halcyon Way (1979)
- Just a Face in the Dark (1987)
- Once Upon a Fairy Tale (1990)
- Mourning Becomes the Hangman (1991)
- The Fourth Nail : a Romany Odyssey (2002)

#### Romans signés Marc Lovell
- The Ghost of Megan (1968) Publié en français sous le titre Le fantôme vous dit bonjour, Paris, Librairie des Champs-Élysées, Le Masque no 1117, 1970 ; réédition Paris, Librairie des Champs-Élysées, Le Club des Masques no 497, 1983
- The Imitations Thieves (1971)
- A Presence in the House (1972)
- An Enquiry into Existence of Vampires (1974)
- Dreamers in a Haunted House (1975)
- Vampirs in the Shadows (1976)
- The Blind Hypnotist (1976)
- The Second Vanetti Affair (1977)
- The Guardian Spectre (1977)
- Fog Sinister (1977)
- A Voice from the Living (1978)
- And They Stay You Can't Buy Happiness (1979)
- Hand Over Mind (1979) Publié en français sous le titre Enquête au royaume des morts, Paris, Librairie des Champs-Élysées, Le Masque no 1693, 1982
- Shadows and Dark Places (1980)
- The Spy Game (1980)
- The Spy with His Head in the Clouds (1982)
- Spy on the Run (1982)
- The Last Seance (1982)
- Apple Spy in the Sky (1982)
- Apple to the Core (1982)
- Looking for Kingford (1983)
- How Green was my Apply (1984)
- The Only Good Apple in a Barrel of Spies (1984)
- The Spy Qho Got His Feet Wet (1985)
- The Spy Who Barked in the Night (1986)
- Good Spies don't Grow on Trees (1986)
- That Great Big Trenchcoat in the Sky (1988)
- Spy Who Fell Of Bus (1988)
- Ethel & Naked Spy (1989)
- Comfort Me with Spies (1990)

## Sources
- Jacques Baudou et Jean-Jacques Schleret, Le Vrai Visage du Masque, vol. 1, Paris, Futuropolis, 1984, 476 p. (OCLC 311506692), p. 287 (Lovell) et 295-296 (McShane).
- Claude Mesplède et Jean-Jacques Schleret, SN, voyage au bout de la Noire : inventaire de 732 auteurs et de leurs œuvres publiés en séries Noire et Blème : suivi d'une filmographie complète, Paris, Futuropolis, 1982, 476 p. (OCLC 11972030), p. 363-364.
- Claude Mesplède (dir.), Dictionnaire des littératures policières, vol. 2 : J - Z, Nantes, Joseph K, coll. « Temps noir », 2007, 1086 p. (ISBN 978-2-910-68645-1, OCLC 315873361), p. 273-274.